# Calamus platyspathus
Calamus platyspathus là loài thực vật có hoa thuộc họ Arecaceae. Loài này được Mart. ex Kunth mô tả khoa học đầu tiên năm 1841.